# 蒙哥
蒙哥汗（秘史记音：蒙客，又译莽赉扣，1209年1月10日—1259年8月11日），蒙古汗国第四任大汗，也是蒙古帝国分裂前最後一個受到普遍承認以及能夠直接管治整個帝國的大汗，蒙古帝国在蒙哥汗时面积约为2400万平方公里。他是成吉思汗幼子拖雷的长子、窝阔台的养子，由窝阔台的昂灰皇后抚养长大。
1251年7月1日登基，在位8年零2个月。其间长期主持对南宋、大理的战争，为其弟忽必烈最终建立元朝奠定坚实基础。至元三年（1266年）十月，太庙成，元廷追尊蒙哥庙号为宪宗，谥桓肃皇帝。

## 生平

### 潜邸岁月
元太祖三年十二月初三日（1209年1月10日），蒙哥生于漠北草原，是成吉思汗之孙，拖雷的长子，拖雷正妻唆鲁禾帖尼所生的嫡长子（元世祖忽必烈是嫡次子，旭烈兀是嫡三子，阿里不哥是嫡四子）。窝阔台汗即位之前，以蒙哥为养子，让昂灰皇后抚育蒙哥，并在他长大后，为他娶火鲁剌部女子火里差为妃、分给他部民。至元太宗四年（1232年）拖雷去世后，蒙哥才回去继承拖雷的封地。蒙哥多次跟随窝阔台参加征伐，屡立奇功。蒙哥沉默寡言、不好侈靡，喜歡打獵。元太宗七年（1235年），蒙哥参加第二次蒙古西征，與拔都、貴由西征欧洲的比里阿耳、欽察、斡羅思等地，屢立戰功，在里海附近，活捉钦察首领八赤蛮。

### 拖雷家族争得大汗之位
元定宗三年（1248年）三月，贵由汗去世后，由皇后斡兀立海迷失临朝称制；由於与贵由早年不和，拔都（铁木真长子术赤之子）拒絕奔喪。为了对抗窝阔台家族，拔都以长支宗王的身份遣使邀请宗王、大臣到他的驻地（在中亚草原）召开忽里勒台（蒙古的军政会议），商议推举新大汗。窝阔台系和察合台系的宗王们多数拒绝前往，贵由汗的皇后斡兀立海迷失只派大臣八剌为代表與会。拖雷之妻唆鲁禾帖尼则命长子蒙哥率诸弟及家臣应召前往。
元欽淑皇后二年（1250年），忽里台大会在拔都的驻地（中亚地区）召开，拔都在会上极力称赞蒙哥能力出众，又有西征大功，应当即位，并指出贵由之立违背了窝阔台遗命（窝阔台遗命失烈门即位），窝阔台后人不当有继承汗位的资格。大会通过了拔都的提议，推举蒙哥为大汗。窝阔台、察合台两家拒不承认，唆鲁禾帖尼和蒙哥又遣使邀集各支宗王到斡难河畔召开忽里台，拔都派其弟别儿哥率大军随同蒙哥前往斡难河畔，但窝阔台、察合台两家的很多宗王仍不肯应召，大会拖延了很长时间。
由于唆鲁禾帖尼威望甚高，并且善于笼络宗王贵族，最终多数宗王大臣应召前来，元欽淑皇后三年（1251年）六月在蒙古草原斡难河畔举行忽里台，宗王大臣们于元憲宗元年六月十一日（1251年7月1日）共同拥戴蒙哥登基，蒙哥成为大蒙古国大汗；蒙哥即位的当日，尊母亲唆鲁禾帖尼为皇太后。此后，为了巩固汗位，皇太后唆鲁禾帖尼镇压反对者毫不留情，并亲自下令处死贵由汗的皇后斡兀立海迷失。
自此“大汗”之位的繼承從窝阔台家族转移到了拖雷家族，为日后大蒙古国的分裂埋下伏筆。

### 在位政绩

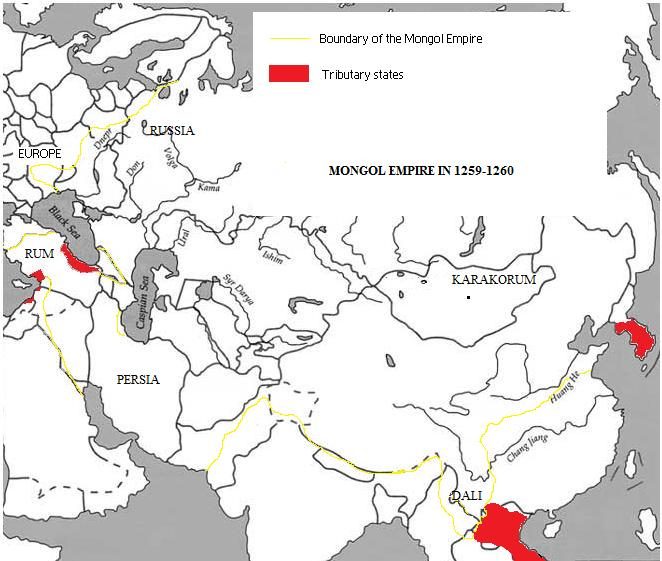
1259年（元宪宗九年）蒙哥统治下蒙古帝国的辽阔版图，地跨亚欧大陆，其中黄线为1259年的帝国边界，红色区域为帝国的藩属国。

1251年7月1日，蒙哥即位后，窩闊台系諸宗王拒絕承認，被蒙哥率兵鎮壓；蒙哥又以其弟忽必烈统領漠南漢地軍政事務，同时指挥向南（东亚）、向西（西亚）两个方向的征服战争。

#### 征服大理
1252年农历六月，命弟忽必烈南征大理国，次月，忽必烈率军出发。1253年农历八月，忽必烈军至陕西，开始进攻位于今云南等地的大理国。1254年1月2日（元宪宗三年农历十二月十二日），忽必烈攻克大理城，大理国王段兴智投降，大理国灭亡，并入大蒙古国版图。1256年，段兴智前往漠北和林觐见蒙哥汗，被任命為大理總管，子孙世襲。
从1254年大蒙古国忽必烈奉命灭大理国、大理国王战败投降，到1382年驻守云南的元朝梁王把匝剌瓦尔密兵败自杀、元朝大理总管段世战败归降明军，蒙古族建立的政权统治云南地区长达128年。

#### 远征西亚
元宪宗三年（1253年）六月，蒙哥命弟旭烈兀率大军十万西征。旭烈兀的西征军从漠北草原出发，1256年大军渡过阿姆河后所向披靡，先攻灭波斯南部的卢尔人政权，1256年攻灭位于波斯西部的木剌夷国（阿萨辛派），1258年灭亡巴格达的阿拔斯王朝，1260年3月1日，灭亡叙利亚的阿尤布王朝，并派兵攻占了小亚细亚大部分地区。
攻占叙利亚后，旭烈兀西征军兵锋抵达今天地中海东岸的的巴勒斯坦地区，即将与埃及的马木留克王朝交战，此时旭烈兀得到使者带来的帝国最高统治者蒙哥在四川去世的消息，于是只派先锋怯的不花率不到一万军队驻守叙利亚，自己率大军开始东返。1260年9月3日，埃及马木留克王朝趁着旭烈兀攻率主力东返，攻占叙利亚，杀怯的不花，旭烈兀愤怒至极，本想率军继续西征，但此时他和钦察汗国的别儿哥汗因为争夺阿塞拜疆爆发了战争，只好结束西征。
旭烈兀东返途中得到忽必烈和阿里不哥争位的消息，于是留在西亚，自据一方，并宣布支持忽必烈，后来被忽必烈封为“伊儿汗”，西亚的伊儿汗国从此建立。

#### 征伐南宋
1258年，蒙哥、其弟忽必烈和大将兀良合台分三路大举进攻南宋。1258年农历七月，蒙哥亲率主力进攻四川，所向披靡，攻克四川北部大部分地区，直到1259年初在合州（今重庆市合川区）釣魚城下攻势受阻，战事胶着数月，蒙哥死前最终未能完成此次战役（死因不详）；而蒙哥死后，忽必烈得知忽里台大会选举阿里不哥即位，匆匆率军赶回漠北争夺汗位，对南宋的征伐计划暂时搁置。

### 蒙哥之死

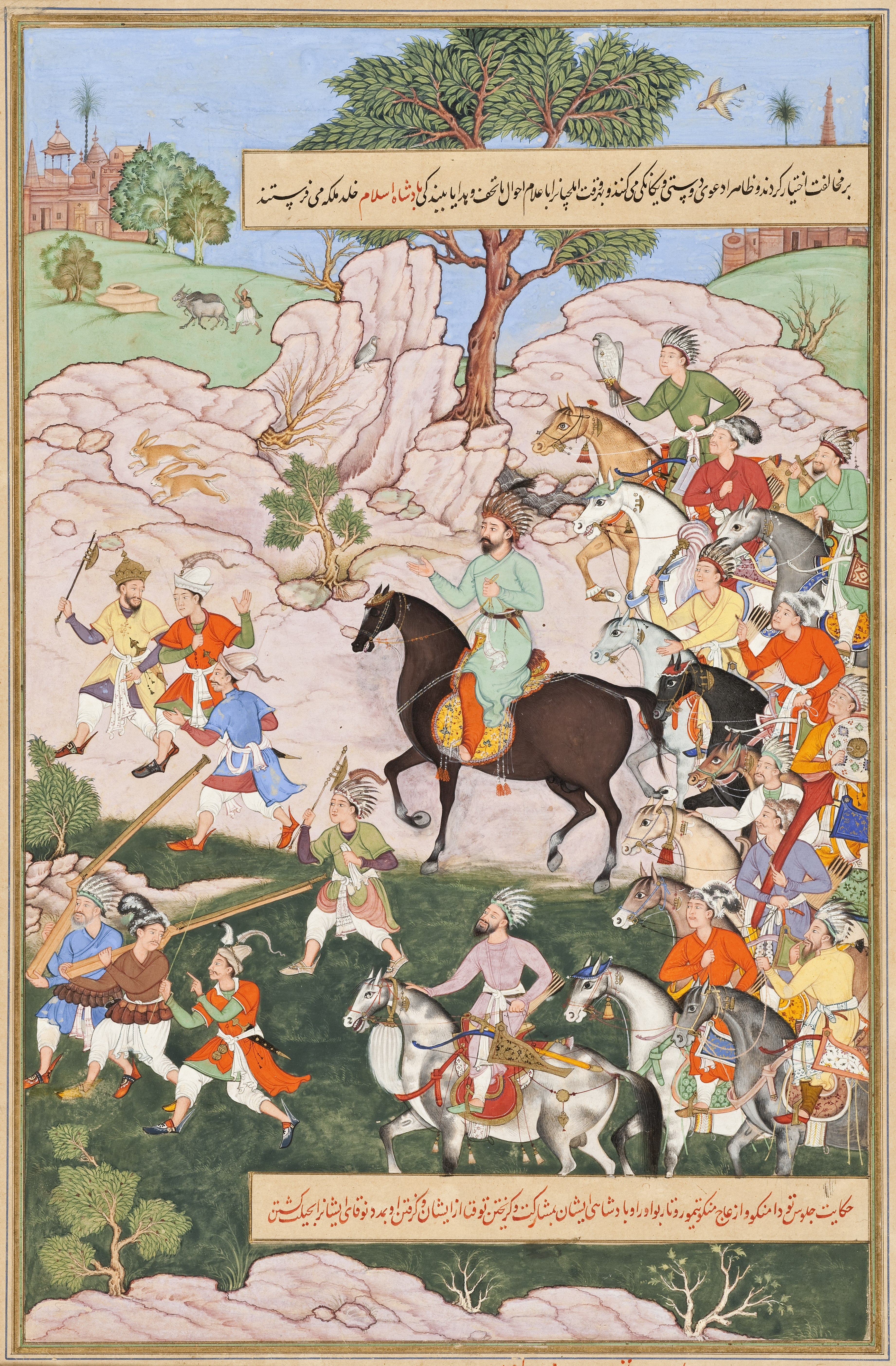
蒙哥汗骑马行猎图（中间戴冠者）

蒙哥的去世原因，至今史学界尚无明确结论。主要有以下几说：
- 战争中受伤不治身亡：《合州志》記載，1259年8月11日（农历七月二十一日），蒙哥在合州钓鱼山一役，被南宋軍投石機的巨石打中，六天後傷重而亡。《馬可波羅游記》和明萬曆《合州志》则记载蒙哥在攻打合州时被釣魚城守城武器矢石擊中而重傷后去世。翦伯赞主编的《中国史纲要》采取了这种说法，书：“蒙古军因军中痢疾盛行，死伤极多，蒙哥汗又为宋军的飞矢射中身死”。《古今圖書集成》中的《釣魚城記》则记載：“炮風所震，因成疾。班師至愁軍山，病甚……次過金劍山溫湯峽（今重慶市北碚北溫泉）而歿”，謝士元在《遊釣魚山詩序》亦說蒙哥是“炮風致疾”而死。
- 病逝：《元史》则称天气多雨，蒙哥身体不适，于农历七月癸亥日死在钓鱼山[8]。伊儿汗国宰相拉施特的《史集》也推斷當時正值酷暑季节，军中痢疾流行，蒙哥亦染病身亡。畢沅在《續資治通鑑》稱蒙哥死於痢疾。
- 其他说法有：黃震的《古今紀要逸編》認為蒙哥因為屢攻合州釣魚城不克，致憂憤死；《海屯紀年》說是落水死。

据传蒙哥臨終前留下遺言，將來若攻下釣魚城，必屠殺全部軍民百姓；然而此事《元史》、《新元史》、《史集》均无记载（此三本史书记载蒙哥病逝，和钓鱼城的战斗无关）。後來釣魚城於1279年投降時，忽必烈赦免了所有軍民。
蒙哥的去世，对当时的大蒙古国（蒙古帝国）政局乃至世界格局都有極大的影響：蒙哥去世导致了旭烈兀统帅的第三次蒙古西征被迫中止；随后其弟忽必烈与阿里不哥爆发争夺汗位的內战，最终導致大蒙古国的分裂和解体。

## 世界历史关于蒙哥汗的记载

### 卢布鲁克东游

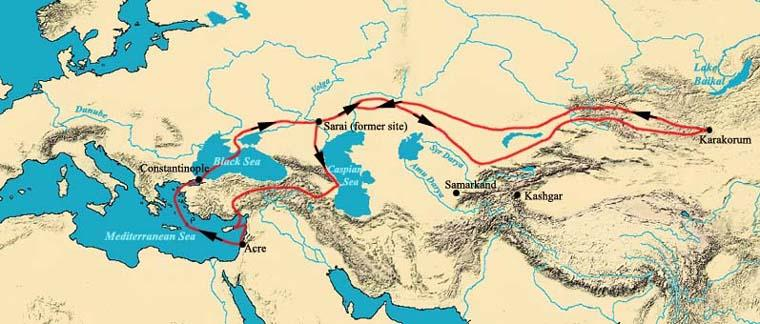
1253年—1255年卢布鲁克东游，从地中海东岸出发，自西向东横穿整个大蒙古国，到达位于漠北蒙古草原的帝国首都哈拉和林觐见蒙哥，以及从哈拉和林返回路线图

法国国王路易九世派遣传教士卢布鲁克前往东方觐见蒙古大汗商讨传教和结盟对抗阿拉伯人事宜。卢布鲁克于1253年从地中海东岸阿克拉城（今以色列海法北）出发，于1253年5月7日离开君士坦丁堡，一路东行，渡过黑海，秋天到达伏尔加河畔，谒见拔都汗。拔都认为自己无权准许他在蒙古人中传教，便派他去东方觐见大汗蒙哥。卢布鲁克觐见拔都后，留下了对拔都的生动描述：“拔都坐在一金色的高椅上，或者说坐在像床一样大小的王位上，须上三级才能登上宝座，他的一个妻子坐在他旁边。其余的人坐他的右边和这位妻子的左边。”
1253年12月，卢布鲁克到达哈拉和林南部蒙哥冬季营地。1254年1月4日觐见蒙哥，并留下了对蒙哥的生动描述：“我们被领入帐殿，当挂在门前的毛毡卷起时，我们走进去，唱起赞美诗。整个帐幕的内壁全都以金布覆盖着。在帐幕中央，有一个小炉，里面用树枝、苦艾草的根和牛粪生着火。大汗坐在一张小床上，穿着一件皮袍，皮袍像海豹皮一样有光泽。他中等身材，约莫45岁，鼻子扁平。大汗吩咐给我们一些米酒，像白葡萄酒一样清澈甜润。然后，他又命拿来许多种猎鹰，把它们放在他的拳头上，观赏了好一会。此后他吩咐我们说话。他有一位聂思托里安教（景教）徒作为他的译员。”
1254年4月5日，随同蒙哥来到大蒙古国首都哈拉和林。8月18日带着蒙哥致路易九世的国书西归，信中写道：“这是长生天的命令。天上只有一个上帝，地上只有一个君主，即天子成吉思汗。”蒙哥以长生天以及它在地上的代表“大汗”的名义命令法兰西国王承认是他的属臣。
他于1255年回到地中海东岸。一年后，他用拉丁文写成的出使报告交给路易九世，即《东方行记》，又称《卢布鲁克游记》。

### 海屯一世东游
小亚美尼亚国王海屯一世于1244年归附大蒙古国，成为属国。1254年春，海屯一世遵从拔都汗之命亲自前往蒙古草原觐见大汗蒙哥。他与随臣一路东行，5月至拔都营帐（伏尔加河下游）谒见，然后继续东行，9月13日到达蒙哥汗廷（哈拉和林）朝见、献贡，得到蒙哥颁赐的诏书；“诏书上盖有蒙哥的御玺，不许人欺凌他及他的国家。还给他一纸敕令，允许各地教堂拥有自治权。”在哈拉和林停留50天后，他离开汗廷西还。
返回途中在中亚河中地区觐见蒙哥汗之弟弟旭烈兀，行程8个月，1255年7月返抵小亚美尼亚。回国后撰写《海屯行纪》。

## 家庭

### 父母
- 父亲：拖雷，1227年—1229年帝位空缺时担任大蒙古国监国，1232年去世。《元史·睿宗本纪》载，蒙哥即位后追尊拖雷为皇帝，为拖雷上庙号睿宗、谥号英武皇帝，1266年忽必烈改谥其为景襄皇帝，1310年元武宗海山加谥为仁圣景襄皇帝。
- 母亲：唆鲁禾帖尼，是蒙哥、忽必烈、旭烈兀、阿里不哥四人的生母，1251年蒙哥汗即位后尊其为皇太后，1252年去世。1266年元世祖忽必烈为其上谥号庄圣皇后，1310年元武宗海山加谥为显懿庄圣皇后。她的四个儿子皆曾称汗称帝，被后世史学家尊称为“四帝之母”。

### 兄弟姐妹
- 二弟：忽睹都
- 三弟失其名。
- 四弟：忽必烈，唆鲁禾帖尼所生，元世祖，1260年—1294年为第五位大蒙古国皇帝（蒙古帝国大汗），元朝的实际开创者，1271年将国号“大蒙古国”改为“大元”。
- 五弟失其名。
- 六弟：旭烈兀，唆鲁禾帖尼所生，伊儿汗国建立者。
- 七弟：阿里不哥，唆鲁禾帖尼所生，1260年—1264年和忽必烈争位，1264年归降忽必烈。
- 八弟：拨绰（不者克）
- 九弟：末哥
- 十弟：岁哥都
- 十一弟：雪别台
- 赵国公主薛不罕下嫁聂古得、察忽
- 鲁国公主也速不花下嫁斡陈
- 鲁国公主薛只干下嫁纳陈（斡陈的弟弟）

### 妻妾
根据《元史》卷106后妃表记载，蒙哥有皇后五人，其中正妻忽都台皇后地位最高
- 忽都台大皇后，弘吉剌部德薛禅的孙子忙哥陈的女儿，“忽都台”蒙语的意思是“有福”，1256年去世，1266年元世祖忽必烈为其上谥号贞节皇后。
- 也速儿皇后，忽都台的妹妹，1256年忽都台去世后继任为皇后
- 出卑三皇后，1258年从宪宗南伐，1259年农历九月八日去世于六盘山
- 明里忽都鲁皇后，1326年尚在，诏守班秃大王营帐
- 火里差皇后，火鲁刺思氏，蒙哥未即位时，窝阔台汗为他娶火里差为妃，后亦称皇后。

而根据《史集》第二卷记载，蒙哥有皇后二人，贵妃二人，忽都台皇后是正妻
- 忽都台大皇后，又称为“忽秃灰哈敦”
- 斡兀立·秃忒迷二皇后，出自斡亦剌惕部落忽秃合别乞氏族
- 巴牙兀真贵妃，巴牙兀惕部人
- 奎帖尼贵妃，额勒只斤部人

### 子女
- 长子：班秃，忽都台皇后所生，1258年，卒于吉河之南，无子
- 次子：阿速台，又译作阿速带、阿速歹，奎帖尼贵妃所生，《史集》记载有四子，《元史》107卷记载无子
- 三子：玉龙答失，忽都台皇后所生，玉龙答失有二子：撒里蛮和完泽，完泽有二子，彻彻秃和宽彻哥，彻彻秃被封为郯王
- 四子：昔里吉，又译作失列吉、昔列吉，巴牙兀真贵妃所生，昔里吉有三子：兀鲁思不花，并王晃火帖木儿和嘉王火儿忽
- 五子：辩都，早卒无嗣[10]，疑为班秃误记。
- 昌国大长公主，名伯雅伦（又译作伯牙鲁罕，巴牙伦），忽都台皇后所生，下嫁札忽尔陈子昌忠宣王忽邻（又译作忽怜）
- 失邻公主，斡兀立秃忒迷皇后所生长女，下嫁给娶成吉思汗幼女阿勒塔伦（又译作按塔伦，又名阿勒塔鲁罕，阿兒答魯黑，孛儿帖所生幼女）为妻的泰出（又译作塔出）驸马的儿子术真伯（又称扎兀儿薛禅），他是斡勒忽讷兀惕部人
- 必赤合公主，又名阔兀年，斡兀立秃忒迷皇后所生幼女，在失邻公主去世后，必赤合公主也下嫁给了术真伯

## 影視形象

### 電視劇
- 1995年電視劇《魂断钓鱼城》，巴森飾
- 1995年電視劇《神鵰俠侶》，温文英飾
- 2001年電視劇《北條時宗》，德力格爾飾
- 2006年電視劇《神鵰俠侶》，劉魁飾
- 2012年電視劇《武神》，金慶龍飾
- 2013年由中國中央電視台製作，同年播出中國電視劇《建元風雲》，高發飾
- 2014年電視劇《神鵰俠侶》，朱榮榮飾

## 相關史料
- 释迦院碑记
- 《卢布鲁克游记》：法国传教士卢布鲁克撰写，又称《东方行记》。
- 《海屯行纪》：小亚美尼亚国王海屯一世撰写，又名《小亚美尼亚国王海屯一世出使大汗蒙哥宫廷纪》。
- 《史集》，蒙古帝国伊儿汗国史學家拉施特撰寫。
- 《世界征服者史》，蒙古帝国伊儿汗国史學家志费尼撰寫。
- 《大元圣政国朝典章》，简称《元典章》，元英宗在位后期（1322年—1323年）官修政书，收录1234年—1322年元朝各地地方官吏会抄的有关政治、经济、军事、法律等方面的圣旨条画、律令格例以及司法部门所判案例的汇编，分为前集和新集，史實多為《元史》所不載。
- 《大元通制》，1323年元英宗颁布的元朝第二部法律，现存残本收录1234年—1316年元朝官方颁布的关于法律方面的圣旨条画、律令格例以及司法部门所判案例的汇编，史实多为《元史》所不载。
- 《元史·宪宗本紀》（页面存档备份，存于），明朝官修正史
- 《新元史·宪宗本纪》 （页面存档备份，存于），民国官修正史
- 《续资治通鉴》（页面存档备份，存于），清朝史学家毕沅撰写。
- 《元史类编》，清朝史学家邵远平撰写。
- 《元史新编》，清朝史学家魏源撰写。
- 《元书》，清朝史学家曾廉撰写。
- 《蒙兀儿史记》，清末民初史学家屠寄撰写。

## 中国史书对蒙哥的評價
- 元朝重臣郝经在中统元年（1260年）农历八月给元世祖忽必烈的上书《立政议》中对元宪宗蒙哥的評價是：“先皇帝初践宝位，皆以为致治之主，不世出也。既而下令鸠括符玺，督察邮传，遣使四出，究核徭赋，以来民瘼，污吏滥官，黜责殆遍，其愿治之心亦切也。惜其授任皆前日害民之尤者，旧弊未去，新弊复生，其为烦扰，又益剧甚，而致治之几又失也。”[11]

- 明朝官修正史《元史》宋濂等的評價是：“帝刚明雄毅，沉断而寡言，不乐燕饮，不好侈靡，虽后妃不许之过制。初，太宗朝，群臣擅权，政出多门。至是，凡有诏旨，帝必亲起草，更易数四，然后行之。御群臣甚严，尝谕旨曰：‘尔辈若得朕奖谕之言，即志气骄逸，志气骄逸，而灾祸有不随至者乎？尔辈其戒之。’性喜畋猎，自谓遵祖宗之法，不蹈袭他国所为。然酷信巫觋卜筮之术，凡行事必谨叩之，殆无虚日，终不自厌也。”[12]

- 清朝史学家邵远平《元史类编》的評價是：“册曰：天象知祥，众心戴主；遐辟西南，深入中土；未究厥勳，亦振乃武；友弟因心，终昌时绪。”[13]

- 清朝史学家毕沅《续资治通鉴》的評價是：“宪宗沉断寡言，不乐宴饮，不好侈靡，虽后妃亦不许之过制。初，定宗朝，群臣擅权，政出多门，帝即位，凡有诏旨，必亲起草，更易数四，然后行之。御群臣甚严，尝曰：‘尔辈每得朕奖谕之言，即志气骄逸。志气骄逸，而灾祸有不随至者乎？尔辈其戒之！’性喜畋猎，自谓遵祖宗之法，不蹈袭他国所为。然酷信巫觋、卜筮之术，凡行事必谨叩之，殆无虚日。”[14][15]

- 清朝史学家魏源《元史新编》的評價是：“帝早亲军旅，刚明沉断，威著中外。即位以后，不乐燕饮，不好侈靡，虽后妃不许之过制。初，太宗崩后，旷纪无君，黄裳御统，政出多门，阿柄几于旁落。至是，凡有诏旨，帝必亲起草，更易数四，然后行之。御臣下甚严，尝谓：‘臣下奖谕太过，即志气骄溢，过咎随之，是害之也。’承开国师武臣力之后，西平印度，南并大理，东取巴蜀，所向无敌。惟遵其国俗，喜田猎，信巫觋卜筮，是其小蔽。使太宗即世，早承大业，则伐宋之役，不俟末年而南北混一矣。天未既宋，暑雨老师，景命不延，故大勳重集于世祖皇帝。”[16]

- 清朝史学家曾廉《元书》的評價是：“论曰：宪宗之立，有遗议焉。前史袭《元史》旧文，未为允也。史又称宪宗能辑士卒，皇子阿速歹猎骑伤稼，责之，复挞其近侍。卒拔民葱，即斩以徇。在蒙古治军可谓肃矣。夫古今称强汉、弱宋，然王坚以孤城罢卒，抗毳旃之劲族，卒乃师老解退。虽宪宗不晏驾，庸必克乎？盖自平金以来，中汉人之习，锦衣玉食，肌骨疏懈。故金以是亡，而元人兵势亦自是遂稍衰矣。历观史策，暾欲谷之言，有以哉！”[17]

- 民国史学家屠寄《蒙兀儿史记》的評價是：“汗刚明雄毅，沉断而寡言，不乐燕饮，不好侈靡，虽后妃不许逾制。尝有西域商胡献水晶盆，珍珠伞等物，价值银三万余锭，汗曰：‘今百姓疲弊，所急者钱耳。朕独有此何为？’却之。赛典赤以为言，乃稍偿其值，且禁嗣后勿献。初，古余克汗朝群臣擅权，政出多门。至是，凡有诏旨，汗必亲起草，更易数四，然后行之。御群下甚严，尝谕旨曰：‘汝曹若得朕奖谕，即志气骄逸，志气骄逸，灾祸有不随至者乎？汝曹戒之。’性喜畋猎，自谓遵祖宗之法，不蹈袭他国所为。然酷信巫觋卜筮之术，凡行事必谨叩之，殆无虚日，终不自厌也。”[18]

- 民国官修正史《新元史》柯劭忞的評價是：“帝沉断寡言，不喜侈靡。太宗朝群臣擅权，政出多门。至是，凡诏令皆帝手书，更易数四，然后行之。御群臣甚严，尝谕左右曰：“汝辈得朕奖谕，即志气骄逸，灾祸有不立至者乎？汝辈其戒之。”然酷信巫觋卜笨之术，凡行事必谨叩之无虚日，终不自厌也。史臣曰：“宪宗聪明果毅，内修政事，外辟土地，亲总六师，壁于坚城之下，虽天未厌宋，赍志而殂，抑亦不世之英主矣。然帝天资凉薄，猜嫌骨肉，失烈门诸王既宥之而复诛之。拉施特有言：蒙古之内乱，自此而萌，隳成吉思汗睦族田本这训。呜呼，知言哉！”[19]

## 纪年
根据《元史·宪宗本紀》整理。
| 元宪宗桓肃皇帝 | 元年   | 二年   | 三年   | 四年   | 五年   | 六年   | 七年   | 八年   | 九年   |
| -------------- | ------ | ------ | ------ | ------ | ------ | ------ | ------ | ------ | ------ |
| 公元           | 1251年 | 1252年 | 1253年 | 1254年 | 1255年 | 1256年 | 1257年 | 1258年 | 1259年 |
| 干支           | 辛亥   | 壬子   | 癸丑   | 甲寅   | 乙卯   | 丙辰   | 丁巳   | 戊午   | 己未   |

## 延伸阅读
[在维基数据编辑]
 《元史/卷003》，出自宋濂《元史》
 《新元史/卷006》，出自柯劭忞《新元史》
 在维基共享资源阅览影像